# Hrybaunia
Hrybaunia (biał. Грыбаўня; ros. Грибовня) – osiedle na Białorusi, w obwodzie mińskim, w rejonie soligorskim, w sielsowiecie Akciabr.